# Vallès Visió
Vallès Visió, la televisió digital pública del Vallès Oriental, és un canal gestionat pel Consorci Teledigital Mollet, integrat inicialment per 9 municipis de la zona sud del Vallès Oriental: Mollet del Vallès, Parets del Vallès, Montornès del Vallès, La Llagosta, Montmeló, Sant Fost de Campsentelles, Martorelles i Vallromanes. Tot i això: La Llagosta, Sant Fost de Campcentelles, Vilanova del Vallès i Santa Maria de Martorelles han sortit del projecte de televisió pública del Baix Vallès.
Va iniciar les seves emissions regulars el 25 de març de 2010, després d'emetre (en fase de proves) des del 19 de febrer. El primer mig any va rebre 100.000 visites. Amb la TDT va passar a arribar al Vallès Oriental i part de l'Occidental. El 2013, de manera paral·lela a l'acomiadament del director, el mitjà va reduir el pressupost, el que va afectar el sou del 60% de la plantilla i l'horari, que es va reduir un 12%, passant a mantenir només deu programes de producció pròpia. Quan no emet producció pròpia ho fa a través de la Xarxa de Televisions Locals, on també hi col·laboren amb alguns reportatges locals.
Jordi Seguer, que era director del mitjà, va ser acomiadat el març del 2013 del Consorci Teledigital Mollet després de denunciar que hi havia censura als informatius de la cadena local. Anys més tard, el 2015, la justícia va desestimar en un primer moment la demanda d'improcedència i nul·litat per l'acomiadament de Seguer, però el 2016 el TSJC va declarar la nul·litat de l'acomiadament i condemnà l'empresa a pagar-li 100.000 euros.

## Programes
- Planeta Canalla[9]
- Badabam[10]